# Aeroportul Internațional Wuhan Tianhe
Aeroportul Internațional Wuhan Tianhe (IATA: WUH, ICAO: ZHHH) este un aeroport din Tianhe Subdistrict⁠(d), Huangpi District⁠(d), Wuhan, Hubei, Republica Populară Chineză ce deservește zona Wuhan. Aeroportul a fost tranzitat în 2022 de 11.606.393 de pasageri. A fost deschis în 1995 și numit după zona deservită.
Situat la o altitudine de 34 m, aeroportul dispune de 2 piste. Este operat de Hubei Airport Group⁠(d).

## Infrastructură

### Piste
Aeroportul dispune de 2 piste. Pista 04L/22R are suprafața de beton și dimensiunile 3.400 m × 45 m. Pista 04R/22L are suprafața de beton și dimensiunile 3.600 m × 60 m. 